# Jan Soens

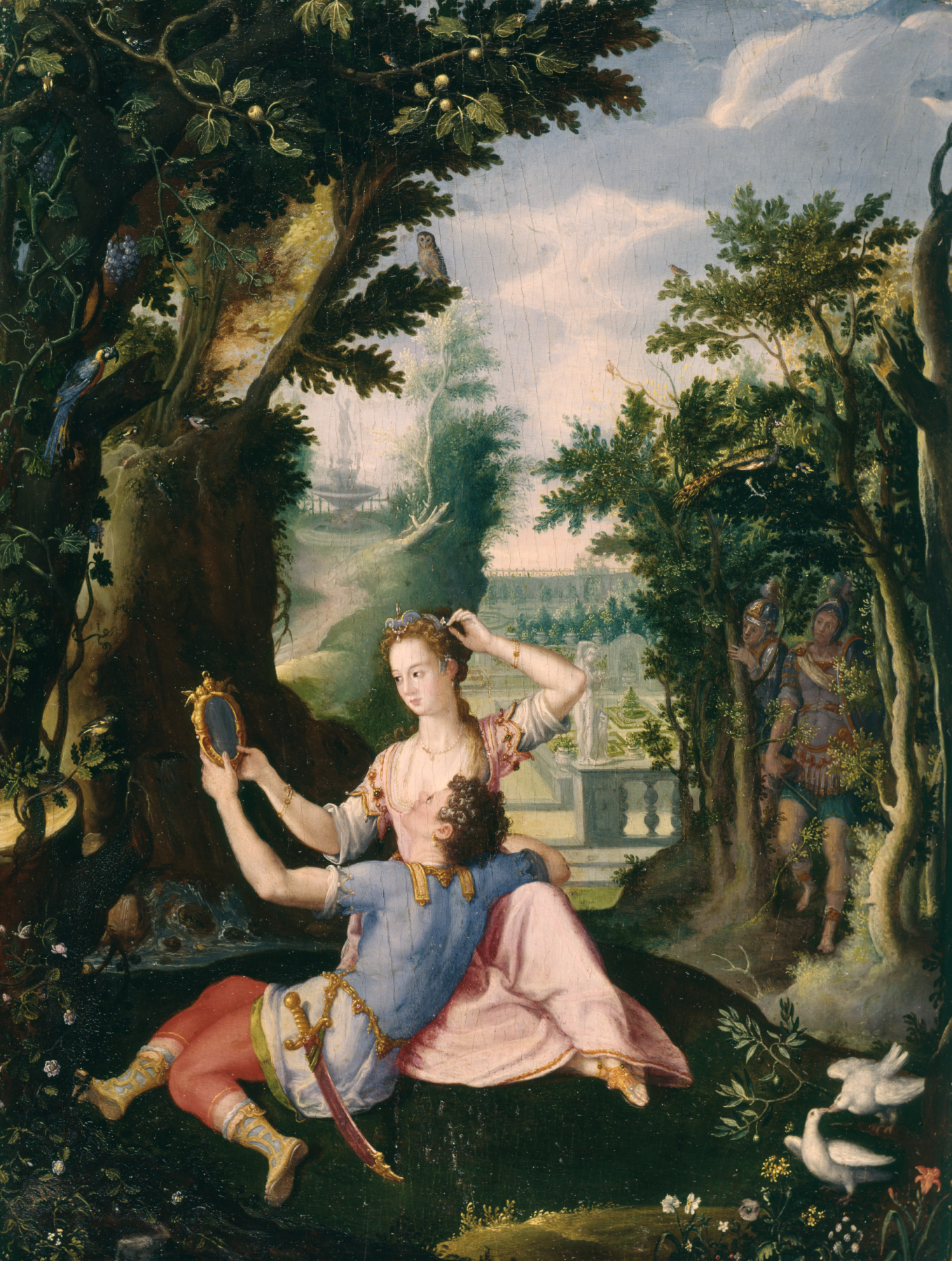
Rinaldo et Armida, de la pièce Jerusalem Delivered

Jan Soens (prononcé en néerlandais : [ˈjɑn ˈsuns]), également connu sous le nom de Giovanni Sons, né en 1533 ou 1548 à Bois-le-Duc et mort en 1611 à Parme ou en 1614 à Crémone, est un peintre néerlandais. 

## Biographie
Jan Soens naît en 1533 ou en 1548 à Bois-le-Duc.
Selon Karel van Mander, il s'installe à Anvers pour vivre avec un maître d'école nommé Jacob Boon, après quoi il apprend lui-même les rudiments de la peinture. Après avoir acquis une certaine maîtrise, il s'installe chez le peintre Gillis Mostaert et l'aide à créer des peintures de paysages à la manière de Frans Mostaert. On peut voir quelques-uns de ces premiers paysages à Amsterdam, chez Hendrick Louwersz Spieghel, à l'époque où Karel van Mander écrivait en 1604. Soens et lui se rencontrent lors du voyage de Karel van Mander en Italie, où Soens fabrique de petites pièces sur cuivre pour le pape à Rome. 
Selon le RKD, il est à Rome à partir de 1573 et à Parme à partir de 1575. Il est particulièrement actif à partir de 1575 avec les Farnèse à Rome, et à Plaisance et à Parme au début du XVIIe siècle. Il peint des œuvres  historiques, telles que les maniéristes Jupiter et Antiope, ainsi que des  peintures religieuses reflétant les décrets du Concile de Trente sur l'art et les idéaux de la contre-réforme de piété clairement représentée. Ses paysages avec sujets religieux rappellent de près les Bril. Il excelle, dit van Mander « dans le paysage et les petites figures ».
Il meurt en 1611 à Parme ou en 1614 à Crémone.